# Pyrochroa
Pyrochroa är ett släkte av skalbaggar som beskrevs av Müller 1764. Pyrochroa ingår i familjen kardinalbaggar.
Kladogram enligt Dyntaxa:
| Pyrochroa | \| \| Pyrochroa coccinea \| \| \| \| \| \| Pyrochroa serraticornis \| \| \| \| |
|           | \| \| Pyrochroa coccinea \| \| \| \| \| \| Pyrochroa serraticornis \| \| \| \| |
|           | Schizotus                                                                      |
|           |                                                                                |
|           | Pyrochroa coccinea                                                             |
|           |                                                                                |
|           | Pyrochroa serraticornis                                                        |
|           |                                                                                |

|  | Pyrochroa coccinea      |
|  |                         |
|  | Pyrochroa serraticornis |
|  |                         |

## Bildgalleri

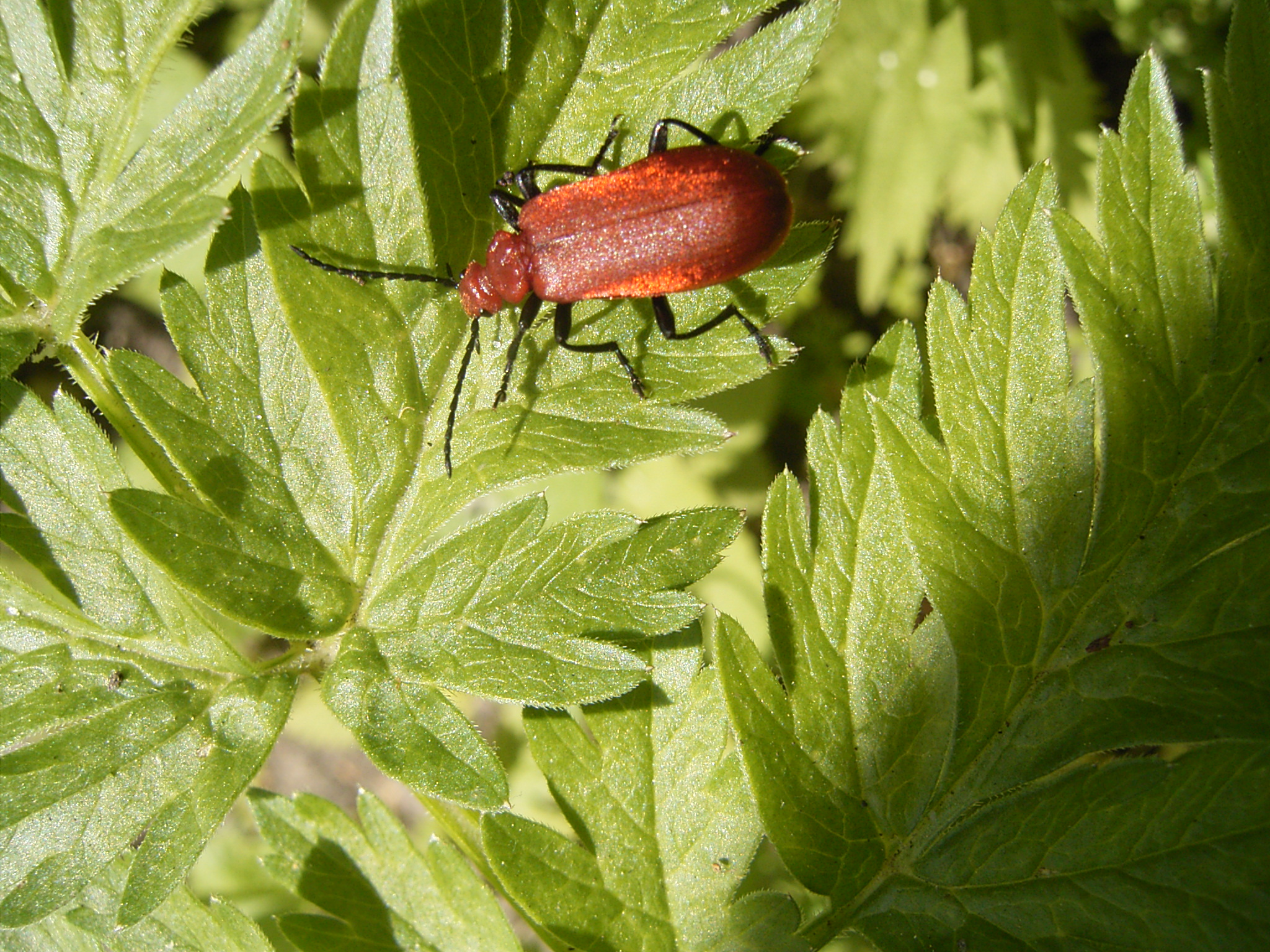
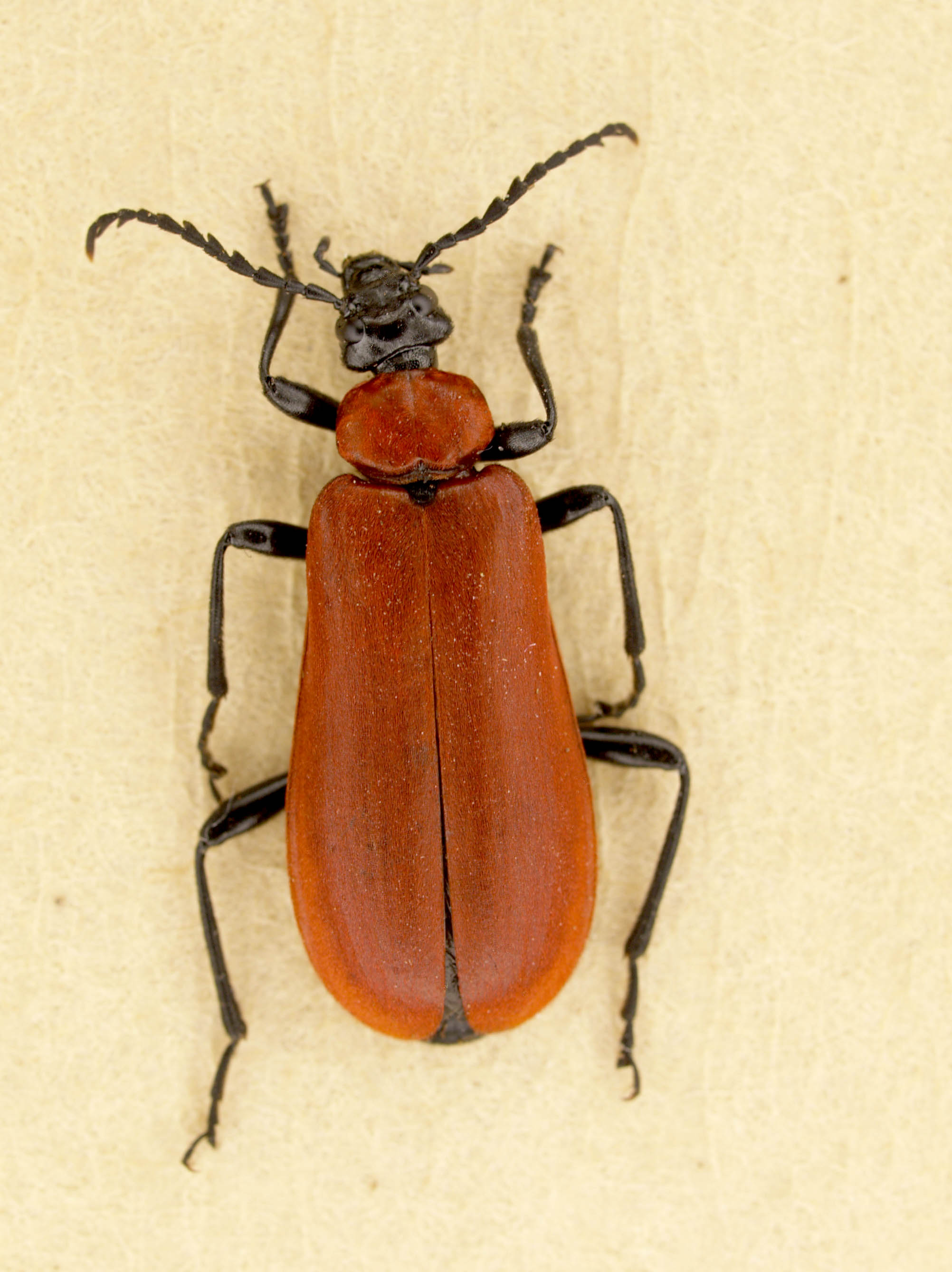
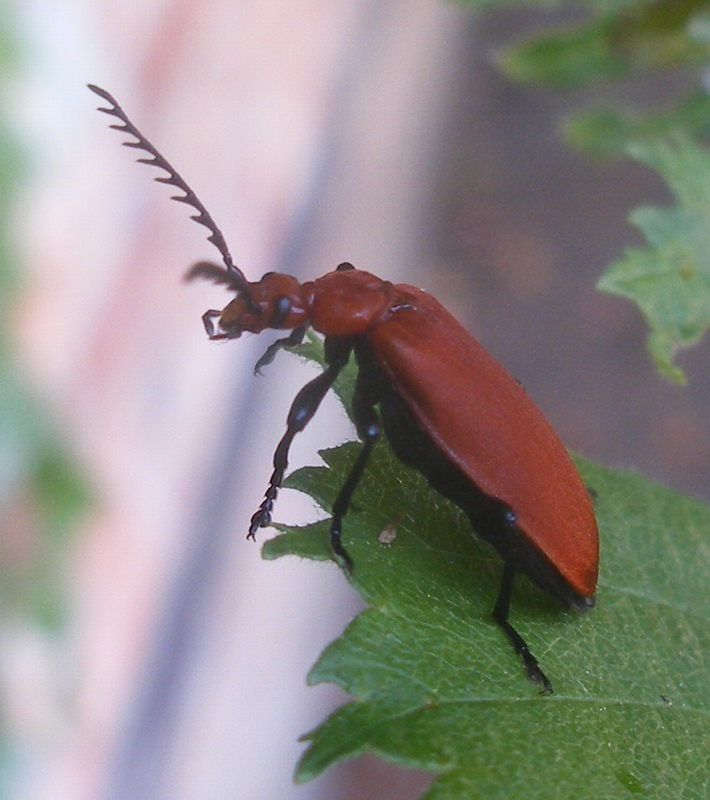
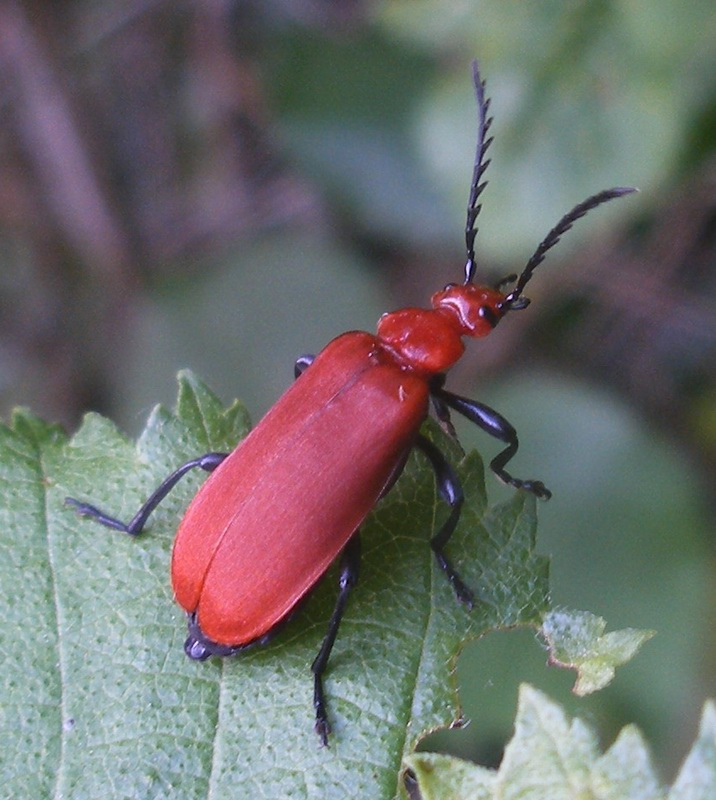
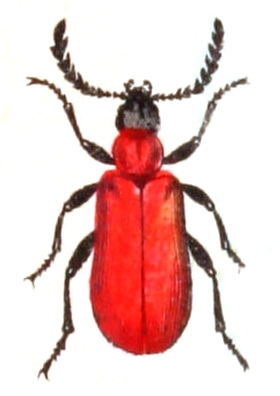
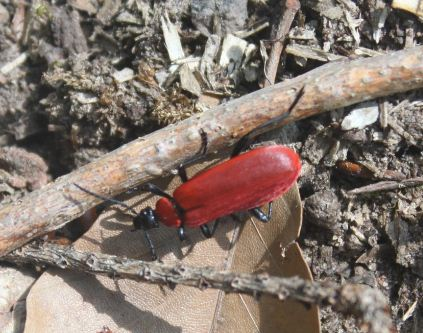